# Фіматодес вільховий
Фімато́дес ві́льховий (лат. Phymatodes alni Linnaeus, 1758) — вид жуків з родини вусачів.

## Поширення
Ph. alni — це вид, що входить до групи європейських видів у складі європейського зооґеографічного комплексу. Ареал охоплює територію всієї Європи та Кавказ. У регіоні Українських Карпат поширений в передгір'ях та долинах гірських річок, де тісно прив'язаний до вільхових та ясеневих гаїв.

## Екологія
Ph. alni, як й інші види роду Фіматодес, не відвідує квітів, зустрічається на зрубах та стовбурах дерев, листках рослин та пагонах, на узліссях й ліових галявинах тощо. Личинка розвивається в деревині листяних порід.

## Морфологія

### Імаго
Ph. alni — дуже дрібний вид. Довжина тіла досягає 4-7 мм. Забарвлення тіла рудувато-буре іноді чорне. Вусики і ноги рудуваті. Надкрила в першій третині руді, також рудим є шов, решта надкрил чорна. По середині і перед вершинами наявні дві світлі перев'язі, які не доходять до шва. Позаду щитка наявні пучки стоячих волосків.

### Личинка
Голова дуже втягнена в передньоспинку і має по одному вічку при основах вусиків. Ноги слабко розвинені, майже, непомітні. Мозолі на черевці дуже дрібно ґранульовані або вкриті дрібно-комірчастою скульптурою.

## Життєвий цикл
Життєвий цикл триває 1-2 роки.

## Підвиди
Підвид Phymatodes alni alni (Linnaeus, 1767).

Підвид Phymatodes alni alnoides (Reitter, 1913).

Підвид Phymatodes alni elbursensis Holzschuh, 1977